# Кишинівська єпархія
Кишинівська єпархія (рум. Eparhia de Chișinău) — єпархія Російської православної церкви з центром у місті Кишинів, що входить до складу Православної церкви Молдови. Об'єднує парафії та монастирі на території Центральної Молдови. Кафедральний собор — Собор Різдва Христового. Єпархія розділена на 31 благочинні округи.

## Назва
- Кишинівська і Хотинська (1813—1919)
- Кишинівська і Бессарабська (1941—1942)
- Кишинівська і Молдовська (1944—1992)
- Кишинівська (і всія Молдови) (із 1992)

## Історія
Під час Російсько-турецьких війн 1787—1792 та 1806-1812 років російська армія займала Молдову та Валахію, тимчасово засновуючи в них духовне управління — Молдовлахійський екзархат, головою якого став екзарх Молдови, Валахії та Бессарабії Гавриїл (Бенулеску-Бодоні).
Після 1812 року, коли за умовами мирного договору до Росії відійшла Бессарабія, екзарху Гавриїлу було доручено організувати її церковне життя. Наприкінці вересня 1812 року митрополит Гавриїл із усім штатом духовного управління прибув із Ясс в Кишинів. У 1813 році Кишинівська єпархія була заснована офіційно, і їй присвоєні титули митрополії й екзархії.
Із 3 липня 1821 року кафедра стала архієпископією.
У 1918 році після анексії Бессарабії Румунією румунська влада без узгодження з Російською церквою зажадали від духовенства і пастви приєднатися до Румунської православної церкви. Архієпископ Кишинівський Анастасій (Грибановський) і його вікарії, які відмовилися підкоритися вимозі влади, були змушені покинути межі єпархії.14 червня 1918 року Священний синод Румунської церкви призначив «заступником місцеблюстителя архієпископа» на Кишинівську кафедру єпископа Хушського Никодима (Мунтяну), утворивши таким чином Бессарабську митрополію Румунської церкви. Патріарх Московський і всієї Русі Тихон в жовтні 1918 року висловив синоду Румунської православної церкви протест.
Після входження Бессарабії до складу СРСР Московський патріархат відновив Духовне управління нею: у грудні 1940 року єпископ Тульський Алексій (Сергеєв) призначений тимчасово керуючим Кишинівською єпархією, а в травні 1941 року — її правлячим архієреєм.
Після заняття Бессарабії румунськими військами в 1941 році і до 1944 року тут знову існувала Бессарабської митрополії Румунської церкви. У 1944 році Бессарабія знову була зайнята радянськими військами, і діяльність Кишинівської єпархії Московського патріархату відновилася.
У травні 1945 року в Бухаресті і в 1946 році в Москві патріархи Румунський Никодим і Московський і всієї Русі Алексій I підтвердили канонічну обґрунтованість відновлення над Кишинівською єпархією юрисдикції Російської православної церкви.
Після набуття Молдовою незалежності у 1991 році постало питання про можливе її приєднання до Румунії; постало питання і про приєднання Православної церкви в Молдові до Румунії. 8 вересня 1992 року з'їзд духовенства Кишинівської єпархії майже одностайно вирішив залишитися в складі Російської православної церкви. Але в тому ж 1992 році на території Молдови була також заснована Бессарабська митрополія Румунського патріархату, яка вважає себе спадкоємицею Бессарабської митрополії, що існувала раніше. Бессарабську митрополію очолив єпископ Петро (Педурару).
5 жовтня 1992 року Кишинівській єпархії була дарована автономія; єпархія була перетворена в Православну церкву Молдови (Кишинівську митрополію).
Із Кишинівської єпархії були виділені нові самостійні єпархії: 7 липня 1998 року — Кагульська, 6 жовтня 1998 року — Єдинецька, а також Тираспольська, 6 жовтня 2006 року — Бєльцька, а також Унгенська.
23 вересня 2010 року постановою Священного синоду Молдовської церкви сім парафій Ришканського району і Рудський монастир, які перебували у складі Єдинецької єпархії, переведені до складу Кишинівської єпархії.

## Єпископи
- Гавриїл (Банулеско-Бодоні) (вересень 1812 / серпень 1813-30 березня 1821)
- Димитрій (Сулима) (18 червня 1821 — 4 серпня 1844)
- Іринарх (Попов) (12 листопада 1844 — 17 березня 1858)
- Антоній (Шокотов) (17 березня 1858 — 13 березня 1871)
- Павло (Лебедєв) (23 червня 1871 — 16 липня 1882)
- Сергій (Ляпідевський) (21 серпня 1882 — 12 січня 1891)
- Ісаакій (Положенський) (12 січня 1891 — 21 листопада 1892)
- Неофіт (Неводчиков) (21 листопада 1892 — 26 січня 1898)
- Яків (П'ятницький) (26 січня 1898 — 12 серпня 1904)
- Володимир (Сеньковський) (12 серпня 1904 — 16 вересня 1908)
- Серафим (Чичаґов) (16 вересня 1908 — 20 березня 1914)
- Платон (Рождественський) (20 березня 1914 — 5 грудня 1915)
- Анастасій (Грибановський) (10 грудня 1915—1919 (? 1965))
  - 1918—1940 — Бессарабська митрополія Румунської Православної Церкви
- Алексій (Сергеєв) (кінець 1940 — літо 1941)
  - 1941—1944 — Бессарабська митрополія Румунської Православної Церкви
- Ієронім (Захаров) (3 грудня 1944 — 13 січня 1947)
- Венедикт (Поляков) (18 лютого 1947 — 3 червня 1948)
- Нектарій (Григор'єв) (3 червня 1948 — 9 березня 1969)
- Варфоломій (Гондаровський) (20 березня 1969 — 11 жовтня 1972)
- Іонафан (Кополович) (11 жовтня 1972-12 травня 1987)
- Серапіон (Фадєєв) (17 травня 1987 — 7 липня 1989)
- Володимир (Кантарян) (із 21 липня 1989)